# 小平山站
小平山站，位于哈尔滨市阿城区，是滨绥铁路沿线车站。距哈尔滨站84千米，绥芬河站464千米。现隶属哈尔滨铁路局管辖，为五等站。